# Біопродуктивність
Біопродуктивність — здатність природних біоценозів або окремих їх компонентів підтримувати певну швидкість відтворення живих організмів, що входять до їх складу. Мірою біопродуктивність служить величина продукції (біомаси), створюваної за одиницю часу. Матеріально-енергетичну основу Біологічна продуктивність складає первинна продукція. Кругообіг речовин в природних екосистемах відбувається завдяки тому, що вони включають організми з різним типом живлення, створюючи трофічні ланцюги. Первинну продукцію (фітомасу) споживають травоїдні тварини, якими харчуються тварини наступного трофічного рівня. У відмерлому вигляді вона служить джерелом енергії для тварин-сапрофагов, сапрофітних бактерій і грибів (деструкторів або редуцентів).
Біологічна продуктивність — один з найважливіших проявів біотичного кругообігу речовин. На відміну від речовини, яка може багато разів виходити в неорганічне середовище і знову повертатися у живі організми, енергія використовується для роботи лише один раз. Тому потік енергії (її кількість) в ряду послідовних трофічних рівнів знижується. У кожній ланці трофічного ланцюга деяка частина спожитої їжі не засвоюється, а з засвоєної їжі зазвичай менша частина йде на приріст або продукцію, а решта — на енергетичний обмін. Продукція кожного наступного трофічного рівня зазвичай в 5-10 разів менша від продукції попереднього. Чим довший ланцюг живлення, тим менша продукція його кінцевих ланок.
Найвища біопродуктивність на суші — у вологих тропічних лісах (2200 г/м² на рік), найнижча — в сухих і арктичних пустелях (3 г/м² на рік). Найвища біопродуктивність в біосфері — на океанічних рифах серед водоростей (2500 г/м² на рік).
У наземних екосистемах не тільки продукція, але і біомаса зменшуються від одного рівня до наступного. Порівняльну оцінку Б.п. екосистем отримують по характерних для них величинах первинної продукції. Сумарну первинну продукцію суші Землі за рік оцінюють у 179,5 млрд т сухої органічної речовини. Про первинну продукцію океану судять лише приблизно. У Світовому океані площ акваторій, бідних фітопланктоном, набагато більше, ніж багатих. Особливо мала біомаса фітопланктону на величезних просторах Тихого і Атлантичного океанів на північ і південь від екваторіальних течій і в Індійському океані на південь від них. Визначення Б.п. оброблюваних земель (агробіоценозів) має важливе економічне значення для прогнозування врожайності. Вивчення Б.п. природних систем різного обсягу — необхідна основа раціонального використання, охорони і забезпечення відтворення біологічних ресурсів природи.

## Запас біопродукції
Запа́с біопроду́кції — кількість накопиченої в угрупованнях органічної речовини, віднесеної на одиницю площі або обсягу.